# Johann Gottfried Riemschneider
Johann Gottfried Riemschneider (* 1691 in Halle, Kurfürstentum Brandenburg; † 1742 in Hamburg) war ein deutscher Opernsänger des Barock, der als Bassist in Werken von Johann Sebastian Bach und Georg Friedrich Händel auftrat.

## Leben
Johann Gottfried Riemschneider wurde 1691 als Sohn von Gebhard Riemschneider, Kantor an der Marienkirche in Halle, geboren. Er besuchte dort gemeinsam mit Georg Friedrich Händel die Schule. 1712 immatrikulierte er sich an der Juristischen Fakultät der Universität Halle. In Leipzig sang er im Collegium Musicum unter Melchior Hoffmann, der 1715 starb. 1718 gastierte Riemschneider in Köthen an der Kapelle von Fürst Leopold unter Leitung von Johann Sebastian Bach, der für ihn die italienische Kantate Amore traditore schrieb. 
Hauptsächlich war er in jener Zeit in Hamburg, wo er 1720 in der Uraufführung von Johann Matthesons Oratorium Das größte Kind mitwirkte. 1729 engagierte ihn Händel an die zweite Royal Academy of Music in London. Er verpflichtete ihn in der Saison 1729/30 für einige Nebenrollen am King’s Theatre in seinen Opern Lotario, Giulio Cesare und Partenope sowie kurzfristig im Pasticcio Ormisda; anschließend verließ Riemschneider das Ensemble.
Paolo Antonio Rolli berichtet in einem Schreiben vom 11. Dezember 1729 über die Aufführung des Lotario und qualifiziert dabei die Stimme Riemschneiders „eher als natürlichen Kontra-Alt anstatt als Bass“, der Sänger würde Italienisch „alla cimbrica“ (nach Art der Kimbern) aussprechen und sich wie ein Ferkel benehmen. Riemschneider kehrte nach Hamburg zurück, wo er 1732 in der Oper am Gänsemarkt unter Telemanns Leitung in Händels Oper Poro mitwirkte.
In einem Nachruf von 1742 rühmte Mattheson Riemschneider als „besten Baritonisten“.